# Будинок безлічі шляхів
«Будинок безлічі шляхів» (англ. House of Many Ways) — третя книжка з циклу «Замок» англійської письменниці Діани Вінн Джонс, що є продовженням «Мандрівного замку Хаула» та «Повітряного замку». Книга вийшла 2008 року. 2009 року вона увійшла у шорт-лист номінантів на отримання «міфопоетичної премії» в категорії «Кращий твір для дітей і підлітків». Рекомендована дітям від 12 років.

## Сюжет
Чармейн Бейкер змушена доглядати за двоюрідним прадідом через одружену внучату племінницю, старим хворим чарівником, якого ніколи в житті не бачила. Це могло б бути легким завданням, але життя в зачарованому будинку — це не весела прогулянка на пікнік і не дитяча забава. Адже дядько Вільям більш відомий як Королівський Чарівник Верхнього Норланда, і його будинок викривляє простір і час. Одні і ті ж двері можуть привести в будь-яке місце — в спальню, на кухню, в печери під горою, і навіть в минуле… Відкривши ці двері, Чармейн потрапляє у вир пригод, в якому замішані чарівна собака і юний учень чарівника, секретні королівські документи і клан маленьких синіх істот. А ще Чармейн стикається з чаклункою Софі Пендрагон, її чоловіком і сином, вогненним демоном Кальцифером, і ось тоді стає дійсно цікаво…

## Персонажі
- Чармейн (Шарман) Бейкер (Пані Чарівниця)
- Пітер Регіс
- Чарівник Вільям Норланд (двоюрідний дідусь Вільям)
- Софі Пендрагон
- Хоул Пендрагон
- Морган Пендрагон
- Тітонька Семпронія
- Місіс Вероніка Бейкер
- Містер Семюель Бейкер
- Принцеса Хільда
- Король Адольфус Рекс Верхньо-Норландський
- Монтальбінська відьма
- Собака Потеряшкка
- Демон Кальцифер
- Повар Джамал
- Пес Джамала

## Український переклад
Будинок безлічі шляхів / Діана Вінн Джонс ; пер. з англ. Андрія Поритко. — Львів : Видавництво Старого Лева, 2018. — 328 с. — ISBN 978-617-679-421-9.